# Hattenville
 Hattenville  es una población y comuna francesa, en la región de Alta Normandía, departamento de Sena Marítimo, en el distrito de Le Havre y cantón de Fauville-en-Caux.

## Demografía
| 459 | 409 | 325 | 419 | 468 | 552 |
| Para los censos de 1962 a 1999 la población legal corresponde a la población sin duplicidades (Fuente: INSEE [Consultar]) |     |     |     |     |     |